# Prosimulium tredecimfistulatum
Prosimulium tredecimfistulatum är en tvåvingeart som beskrevs av Rubtsov 1956. Prosimulium tredecimfistulatum ingår i släktet Prosimulium och familjen knott. Inga underarter finns listade i Catalogue of Life.